# José Francisco de Silva Lima
José Francisco de Silva Lima (Cesar, 15 de janeiro de 1826 — Salvador, 10 de fevereiro de 1910) foi um médico brasileiro nascido em Portugal. Integrante da chamada Escola Tropicalista Baiana, é considerado um dos pioneiros da medicina tropical no Brasil
Veio para o Brasil com quatorze anos e se fixou na cidade de Salvador, na província da Bahia. Inicialmente trabalhou no comércio, mas depois realizou os cursos preparatórios e ingressou na Faculdade de Medicina da Bahia, onde obteve o grau de doutor em 1851, com a "Dissertação philosophica e critica a cerca da força medicatriz da natureza".
Juntamente com Otto Edward Henry Wucherer (1820 - 1873) e John Ligertwood Paterson (1820-1882), organizou a chamada Escola Tropicalista Baiana (posteriormente denominada Escola Parasitológica e Tropicalista da Bahia), formada por um grupo de médicos organizados em torno da Gazeta Médica da Bahia e que se dedicou, a partir da década de 1860, à pesquisa da etiologia das doenças tropicais, que acometiam principalmente as populações pobres do país. Os fundadores da Escola Tropicalista Baiana são considerados predecessores da medicina experimental no Brasil. Do grupo de fundadores da GMB fizeram parte entre os médicos estrangeiros John Paterson, ele e Otto Wucherer e entre médicos baianos estiveram Januário de Faria, Pires Caldas e Virgílio Damásio, bem como o então estudante Pacífico Pereira que adiante seguiria à frente da revista.
Silva Lima realizou viagens à Europa, em várias ocasiões (1853, 1858, 1870, 1875 e 1881), para aperfeiçoamento de seus estudos médicos. Casou-se com a filha de Manuel Victorino Pereira, médico e vice-presidente da República no mandato de Prudente de Morais.
Naturalizou-se brasileiro em 1862. Foi agraciado com a Comenda da Ordem de Cristo de Portugal. Faleceu aos 84 anos, na cidade de Salvador, em 1910.